# Pajarito Mesa, New Mexico
Pajarito Mesa, New Mexico (енгл. Pajarito Mesa) насељено је место без административног статуса у америчкој савезној држави Њу Мексико.

## Демографија
По попису из 2010. године број становника је 579.
| Група             | 2000.    | 2010.       |
| Белци             | 0 (0,0%) | 24 (4,1%)   |
| Афроамериканци    | 0 (0,0%) | 4 (0,7%)    |
| Азијати           | 0 (0,0%) | 0 (0,0%)    |
| Хиспаноамериканци | 0 (0,0%) | 541 (93,4%) |
| Укупно            | 0        | 579         |